# Bulgarien i olympiska vinterspelen 2006
Bulgariens OS-trupp vid Olympiska vinterspelen 2006.

## Medaljer
|           | Guld | Silver | Brons | Total |
| --------- | ---- | ------ | ----- | ----- |
| BULGARIEN | 0    | 1      | 0     | 1     |

### Silver
- Evgenia Radanova - Short track: 500 meter